# Ида (король Берниции)
Ида (др.-англ. Ida; умер около 559) — первый известный король англосаксонского королевства Берниция, предположительно правивший с 547 по 559 год. Он также считается первым правителем из династии Идингов, чьи короли в последующем преодолеют сопротивление местных бриттов.

## Исторические источники
В «Англосаксонской хронике» указано, что Ида, сын Эоппы и внук Эсы, начал править в 547 году. Более поздняя «История бриттов» также называет его сыном Эоппы и первым королём Бринейха. «Англосаксонская хроника» также упоминает, что он правил в течение двенадцати лет, построил замок и основал столицу в Бамборо. Тем не менее, «хроника» также путает его территорию с поздней Нортумбрией, утверждая, что Элла, в действительности бывший королём Дейры, взошёл на престол после Иды. Нортумбрия не существовала до объединения Берниции с Дейрой, произошедшего впервые при внуке Иды — Этельфрите. Родословная англосаксонских королей, приложенная к некоторым рукописям «Истории бриттов», предоставляет больше информации о нём и его семье, упоминая его королеву Беарноху и двенадцать сыновей, в частности королей Адду, Этельрика и Теодрика. Один из них, Теодрик, известен сражением с бриттской коалицией, возглавляемой Уриеном и его сыновьями. Генеалогическое предисловие к «Chronicon ex chronicis» Иоанна Вустерского перечисляет шесть его сыновей от королевы — Адду, Беалрика, Теодрика, Этельрика, Осмера и Теодхера; и шесть сыновей от наложниц — Окгу, Алрика, Экку, Освальда, Согора и Соготхера. Преемник Иды, Глаппа, нигде не упоминается как его сын. Его потомки правили Берницией и Нортумбрией.
Некоторые комментаторы XVIII и XIX веков, начиная с Льюиса Морриса, ассоциировали Иду с персонажем кельтской традиции, известным как Флэмдвин («Пламя-держатель»), который был англосаксонским лидером, противостоящим Уриену и его сыновьям, один из которых, Оуэн ап Уриен, убил своего отца. Но Рэйчел Бромвич отметила, что данная версия не имеет оснований, а другие авторы, такие как Томас Стивенс и Уильям Форбс Скин, связывают Флэмдвина с Теодриком, сыном Иды, на основании замечаний в родословных записях, обсуждающих битвы Теодрика с Уриеном и его сыновьями.
Во времена предположительного правления Иды бернисийская власть не простиралась далеко вглубь от берега. Только во времена Этельфрита, внука Иды, королевство значительно расширилось на запад. Это подтверждается «Историей бриттов», дающей описание битвы между бернисийцами и местными бриттами, означающей существовавшее сопротивление. Археологические доказательства, подтверждающие существование англосаксов на крайнем севере Англии VI века, немногочисленны, из-за чего было выдвинуто предположение, переносящее начало правления Иды на 30 лет позже.